# Filmes de 1940 da Monogram Pictures

## Filmes do ano
| Título                    | Estrelado por        | Dirigido por           | Gênero   |
| ------------------------- | -------------------- | ---------------------- | -------- |
| Arizona Frontier          | Tex Ritter           | Al Herman              | Faroeste |
| Boys of the City          | The East Side Kids   | Joseph H. Lewis        | Comédia  |
| Chamber of Horrors        | Leslie Banks         | Norman Lee             | Suspense |
| Chasing Trouble           | Frankie Darro        | Howard Bretherton      | Comédia  |
| Covered Wagon Trails      | Jack Randall         | Raymond K. Johnson     | Faroeste |
| Cowboy from Sundown       | Tex Ritter           | Spencer Gordon Bennett | Faroeste |
| Danger Ahead              | James Newill         | Ralph Staub            | Aventura |
| Doomed to Die             | Boris Karloff        | William Nigh           | Suspense |
| Drums of the Desert       | Ralph Byrd           | George Waggner         | Aventura |
| East Side Kids            | Harris Berger        | Robert F. Hill         | Drama    |
| Haunted House             | Jackie Moran         | Robert McGowan         | Suspense |
| Her First Romance         | Edith Fellows        | Edward Dmytryk         | Musical  |
| Hidden Enemy              | Warren Hull          | Howard Bretherton      | Suspense |
| Land of the Six Guns      | Jack Randall         | Raymond K. Johnson     | Faroeste |
| Laughing at Danger        | Frankie Darro        | Howard Bretherton      | Comédia  |
| Midnight Limited          | John King            | Howard Bretherton      | Suspense |
| Missing People            | Will Fyffe           | Jack Raymond           | Suspense |
| Murder on the Yukon       | James Newill         | Louis Gasnier          | Aventura |
| On the Spot               | Frankie Darro        | Howard Bretherton      | Comédia  |
| Pals of the Silver Sage   | Tex Ritter           | Al Herman              | Faroeste |
| Phantom of Chinatown      | Keye Luke            | Phil Rosen             | Suspense |
| Pioneer Days              | Jack Randall         | Harry S. Webb          | Faroeste |
| Queen of the Yukon        | Charles Bickford     | Phil Rosen             | Aventura |
| Rainbow Over the Range    | Tex Ritter           | Al Herman              | Faroeste |
| Rhythm of the Rio Grande  | Tex Ritter           | Al Herman              | Faroeste |
| Riders from Nowhere       | Jack Randall         | Raymond K. Johnson     | Faroeste |
| Rollin’ Home to Texas     | Tex Ritter           | Al Herman              | Faroeste |
| Sky Bandits               | James Newill         | Ralph Staub            | Aventura |
| Son of the Navy           | James Dunn           | William Nigh           | Comédia  |
| Take Me Back to Oklahoma  | Tex Ritter           | Al Herman              | Faroeste |
| The Ape                   | Boris Karloff        | Willian Nigh           | Terror   |
| The Cheyenne Kid          | Jack Randall         | Raymond K. Johnson     | Faroeste |
| The Fatal Hour            | Boris Karloff        | William Nigh           | Suspense |
| The Gang of Mine          | The East Side Kids   | Joseph H. Lewis        | Comédia  |
| The Golden Trail          | Tex Ritter           | Al Herman              | Faroeste |
| The Human Monster         | Bela Lugosi          | Walter Summers         | Terror   |
| The Kid from Santa Fe     | Jack Randall         | Raymond K. Johnson     | Faroeste |
| The Last Alarm            | J. Farrell MacDonald | William West           | Drama    |
| The Mysterious Mr. Reeder | Will Fyffe           | Jack Raymond           | Suspense |
| The Range Busters         | The Range Busters    | S. Roy Luby            | Faroeste |
| The Old Swimmin’ Hole     | Jackie Moran         | Robert McGowan         | Drama    |
| The Secret Four           | Hugh Sinclair        | Walter Forde           | Suspense |
| Tomboy                    | Jackie Moran         | Robert McGowan         | Drama    |
| Torpedo Raider            | Betty Balfour        | Walter Forde           | Ação     |
| Trailing Double Trouble   | The Range Busters    | S. Roy Luby            | Faroeste |
| Up in the Air             | Frankie Darro        | Howard Bretherton      | Comédia  |
| West of Pinto Basin       | The Range Busters    | S. Roy Luby            | Faroeste |
| Who Is Guilty?            | Syd Walker           | Fred Zelnick           | Suspense |
| Wild Horse Range          | Jack Randall         | Raymond K. Johnson     | Faroeste |
| Yukon Flight              | James Newill         | Ralph Staub            | Aventura |

## Galeria

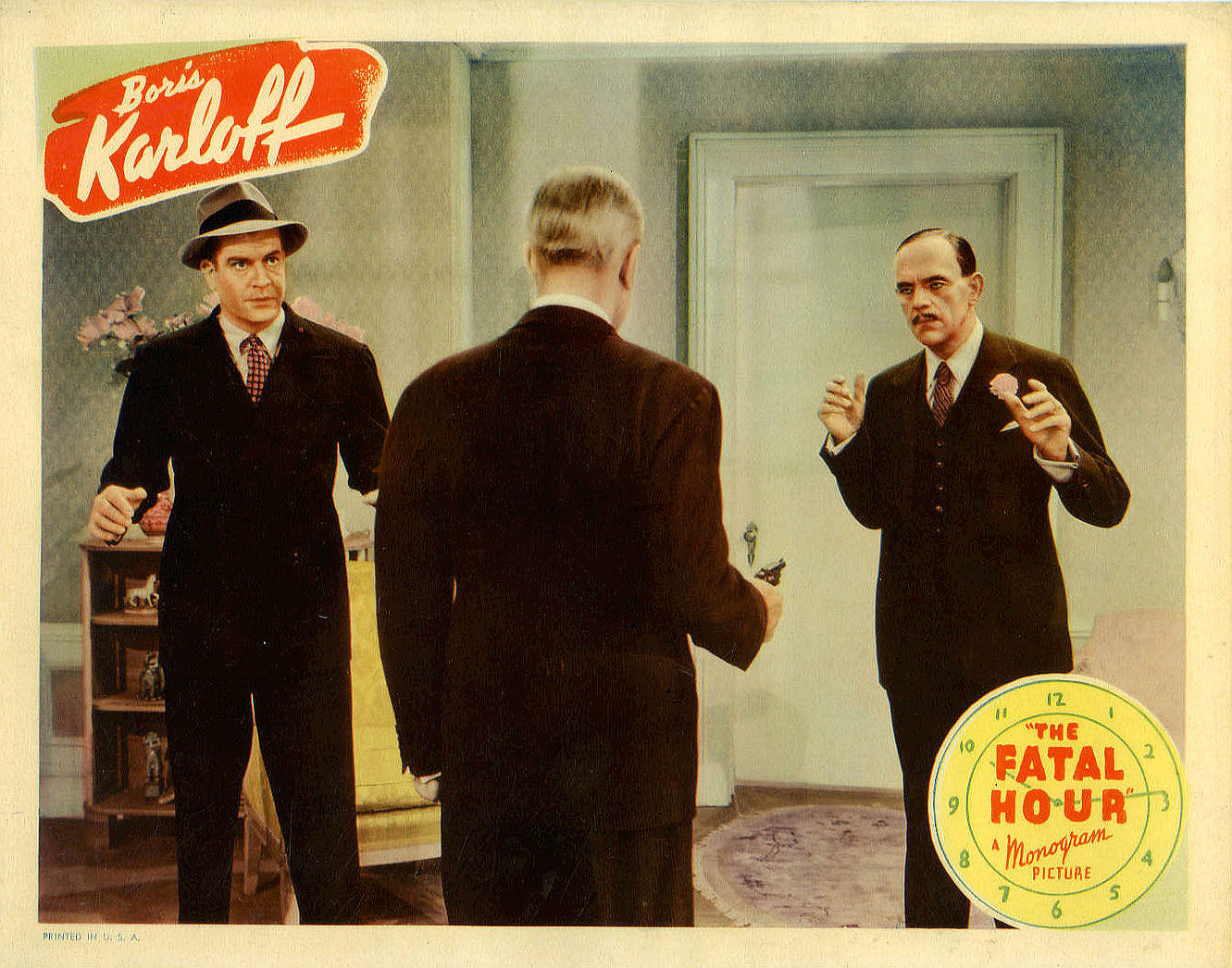
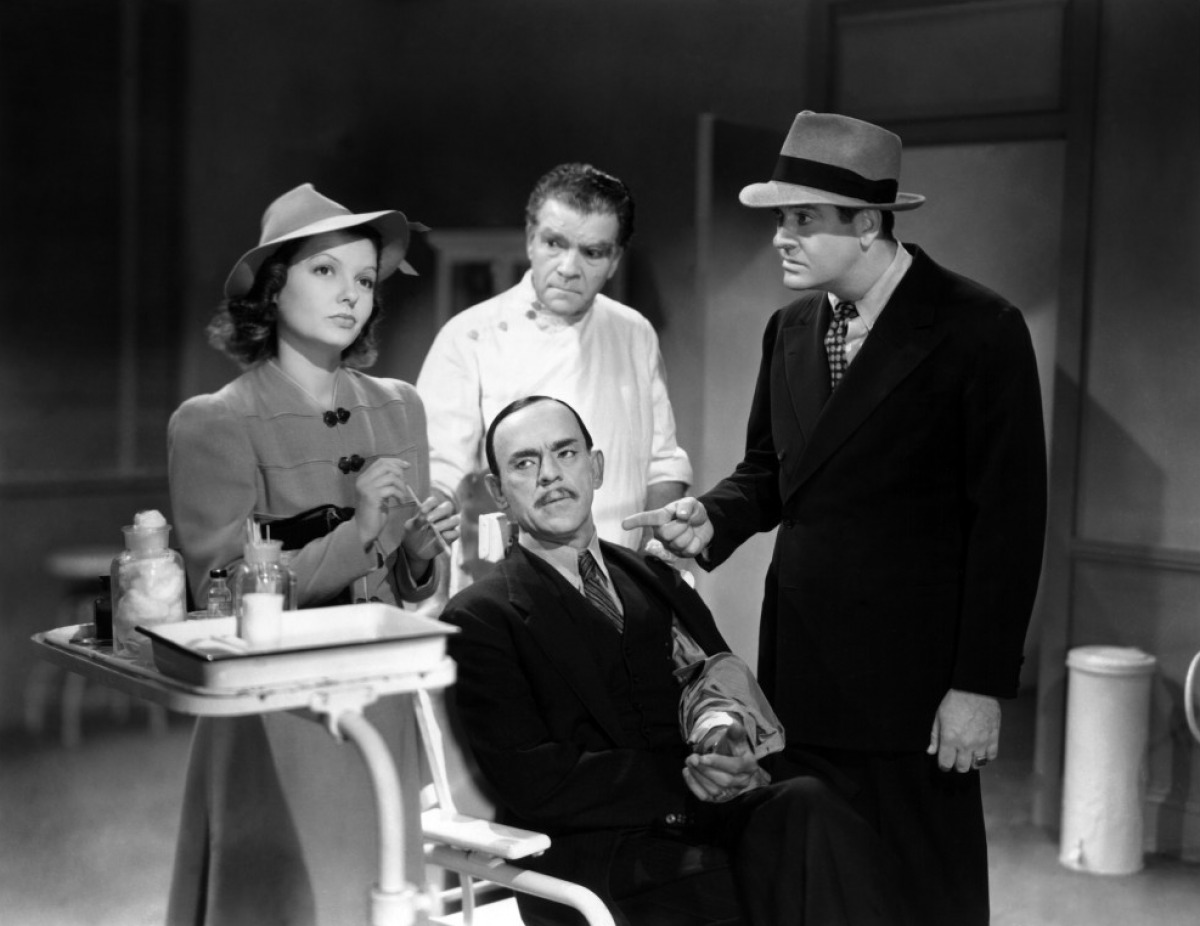
Marjorie Reynolds, Boris Karloff (sentado), Raymond Hatton e Grant Withers em Doomed to Die, última vez que Karloff encarnou o detetive Mr. Wong.
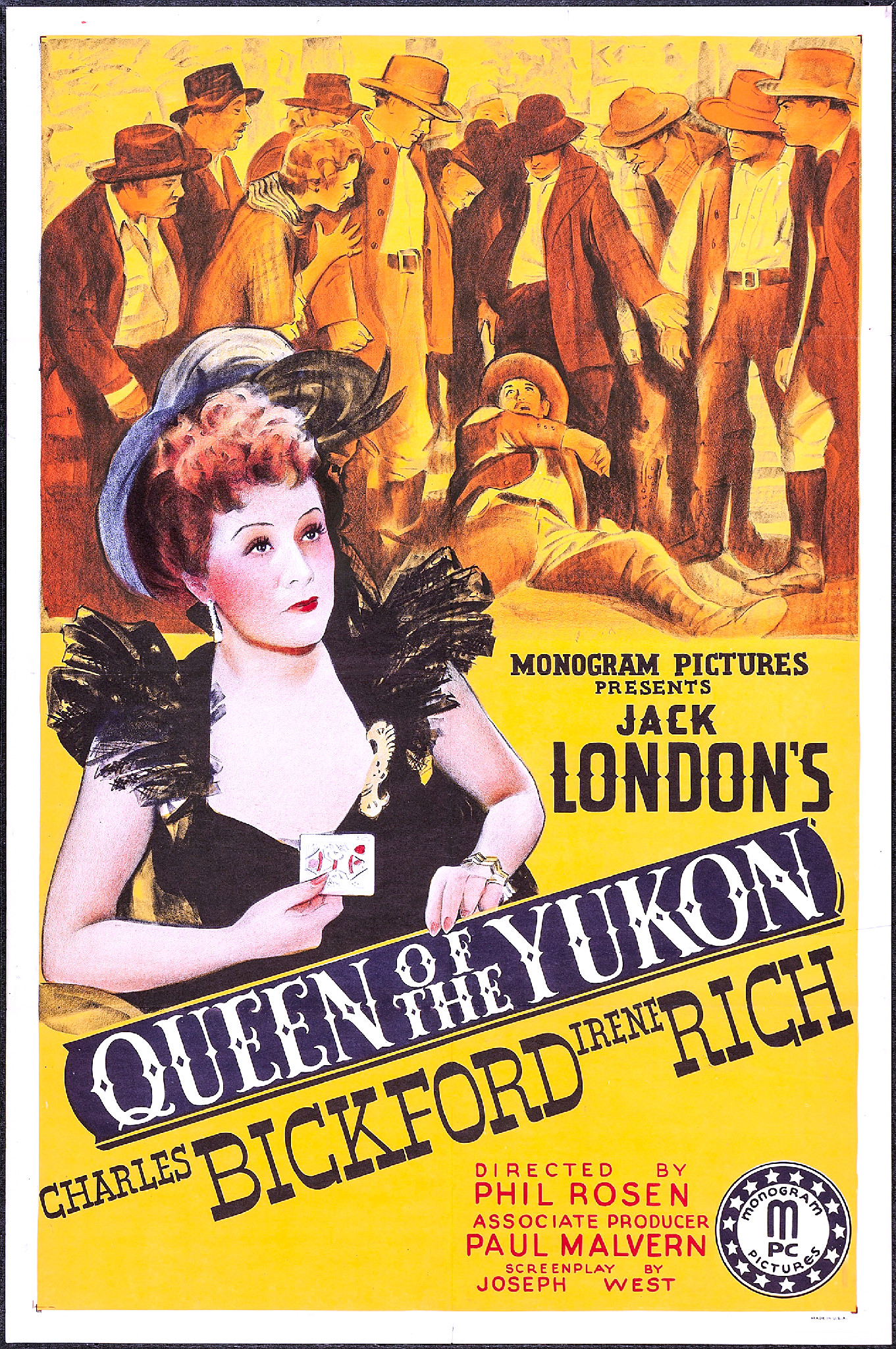
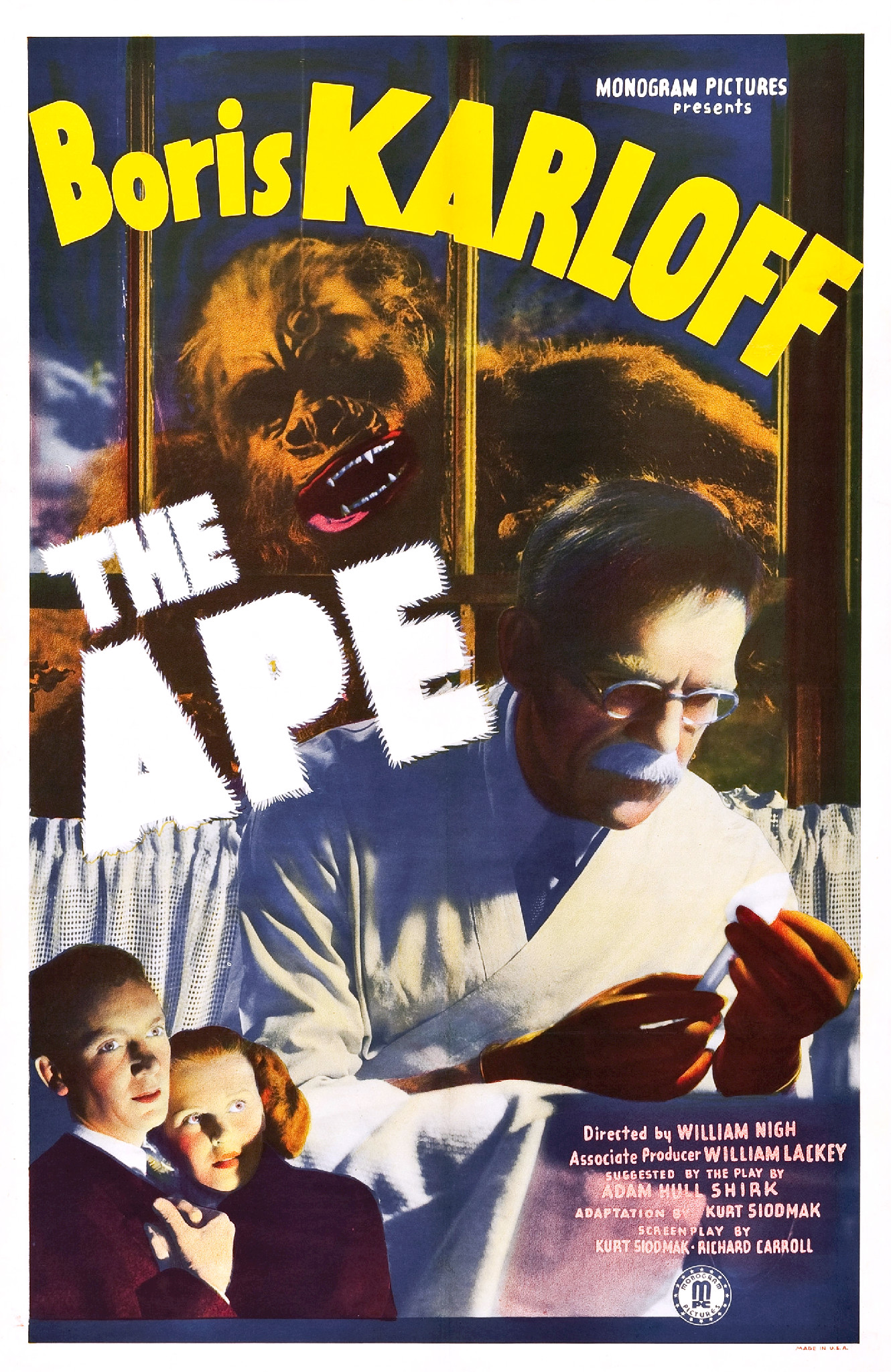
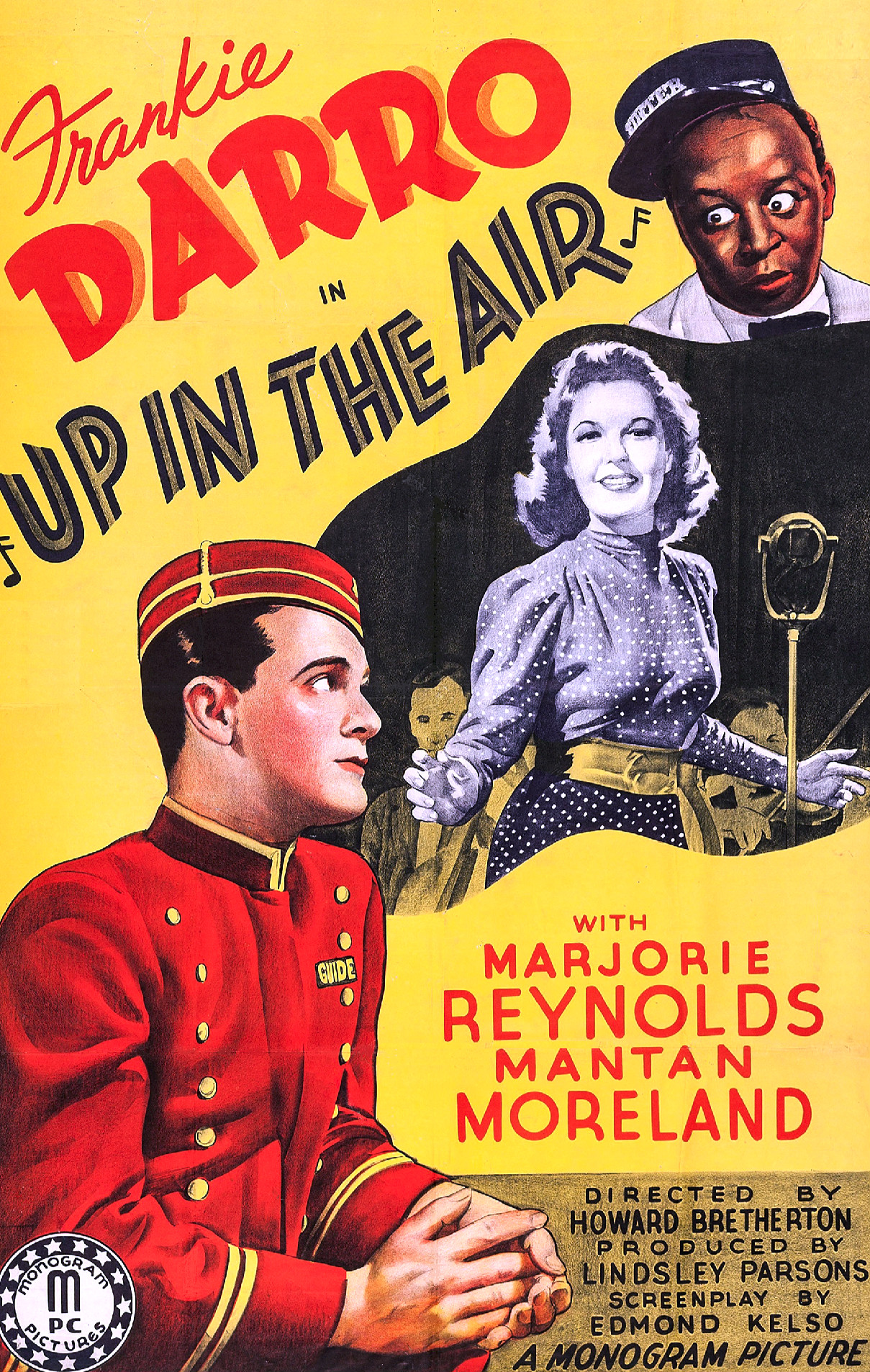
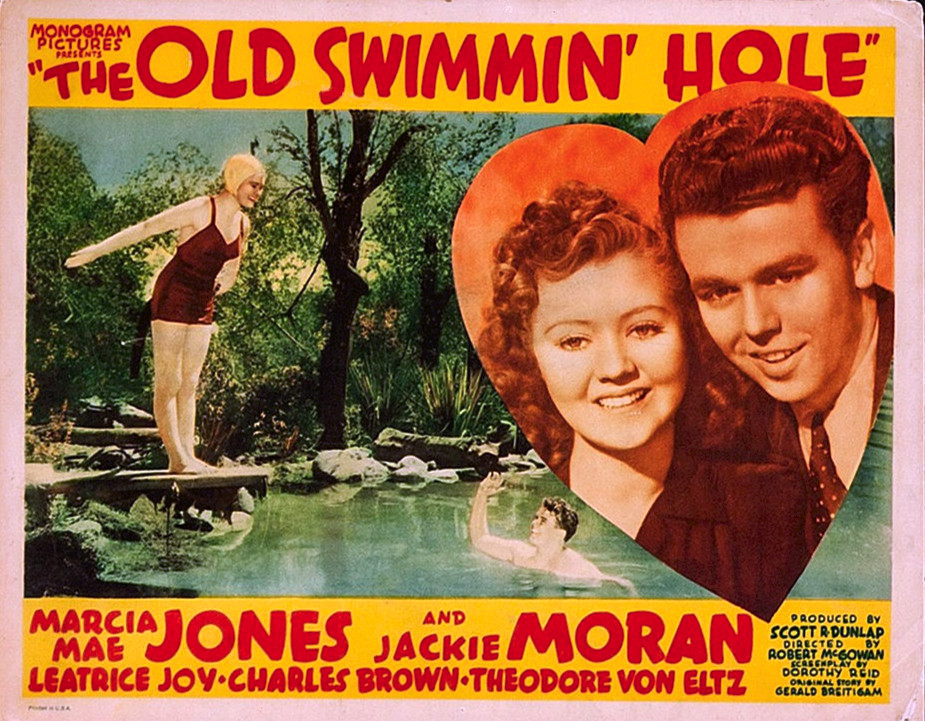
Marcia Mae Jones e Jackie Moran estiveram juntos em diversas aventuras juvenis. The Old Swimmin’ Hole foi uma delas.
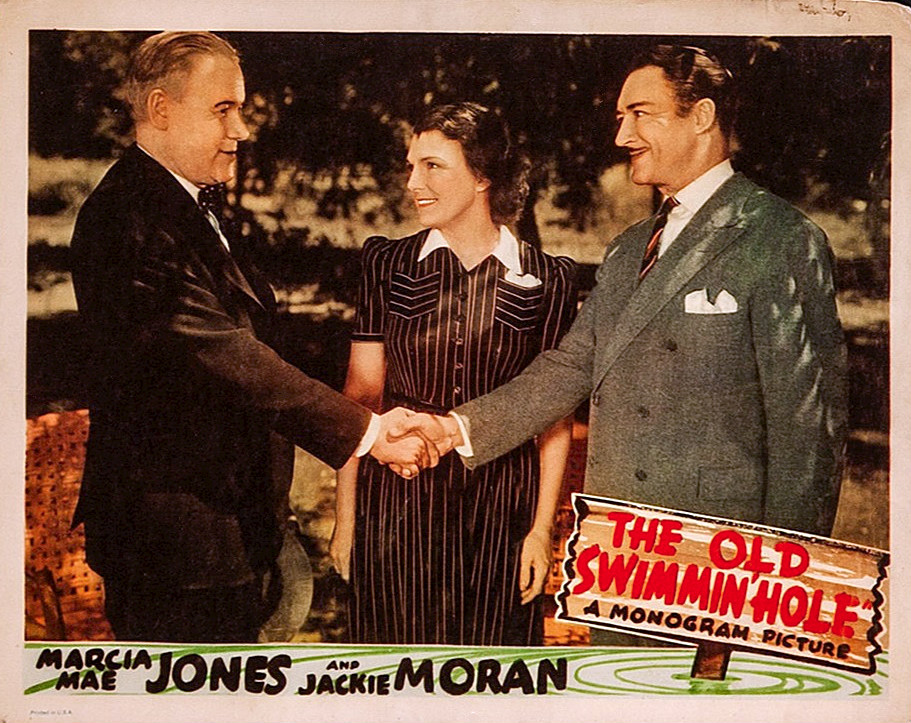
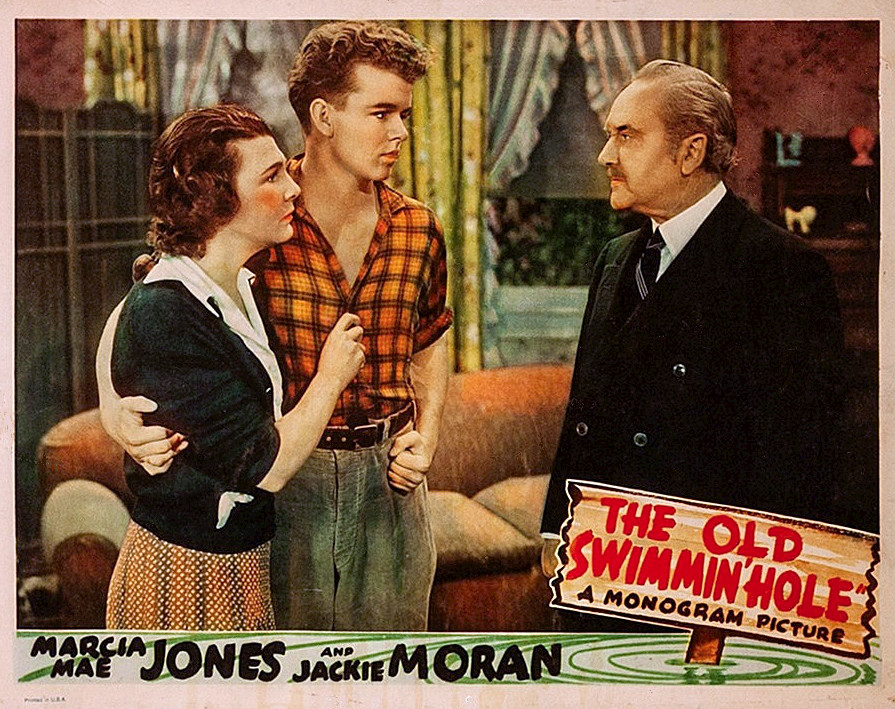
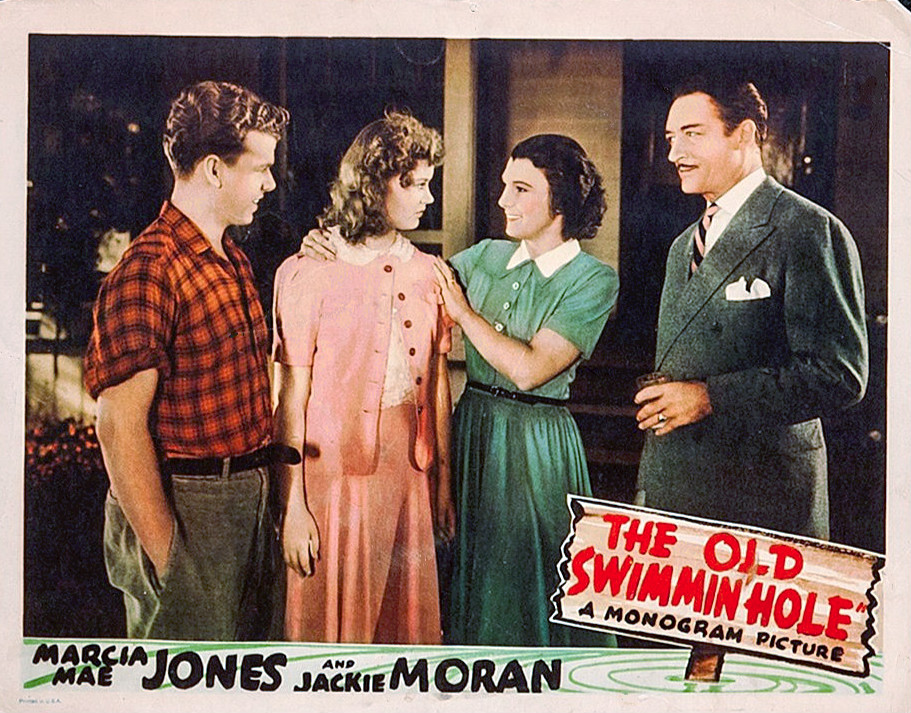